# 1893 în științifico-fantastic
- 1892 în științifico-fantastic — 1893 în științifico-fantastic — 1894 în științifico-fantastic

1893 în științifico-fantastic a implicat o serie de evenimente:

## Nașteri și decese

### Nașteri
- E. Everett Evans (d. 1958)
- Harl Vincent (d. 1968)

### Decese
- Oscar Cohn (n. 1839)

## Cărți
- Hartmann the Anarchist, or The Doom of the Great City de Edward Douglas Fawcett
- The Angel of the Revolution de  George Griffith
- The Man of the Year Million de  H. G. Wells

## Filme
| Titlu | Regizor | Distribuție | Țara | Sub-Gen /Note |
| ----- | ------- | ----------- | ---- | ------------- |
|       |         |             |      |               |

## Premii
Principalele premii nu s-au acordat în această perioadă.